# Quintus Smyrnaeus

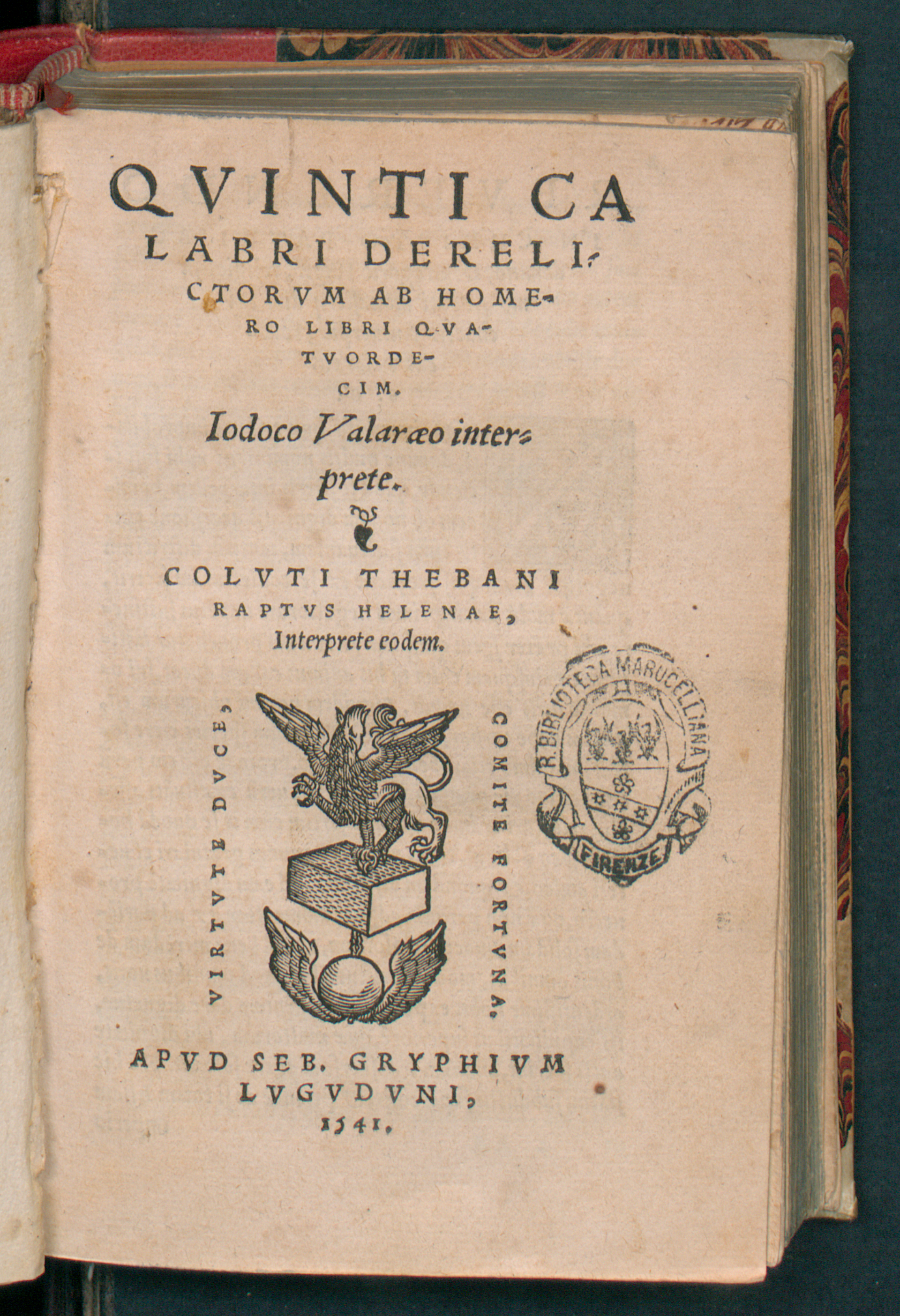
Posthomerica, 1541

Quintus Smyrnæus (grekiska Κόϊντος Σμυρναῖος, Kvintus från Smyrna), var en episk skald, tillhörande en sen forngrekisk litteraturperiod.
Quintus är författare till en dikt i 14 sånger med titeln Posthomerica (Τὰ μεθ' Ὅμηρον, Efterhomeriska händelser), som på ett tämligen andefattigt sätt, men med korrekt språk och versbildning efter homeriskt mönster skildrar den del av trojanska kriget, som följer närmast efter tilldragelserna i Iliaden. Sannolikt levde han i slutet av 300-talet e.Kr.. Tillnamnet Smyrnæus (från Smyrna) har han fått med anledning av vissa i dikten förekommande anspelningar. Av dikten översatte Vilhelm Fredrik Palmblad 1809 första sången; i sin helhet är dikten översatt till svenska av Carl Anton Melander (1899–1903). 